# Michael Gregory Campbell
Michael Gregory Campbell (Larne, 2 ottobre 1941) è un vescovo cattolico britannico, dal 12 febbraio 2018 vescovo emerito di Lancaster.

## Biografia
Michael Gregory Campbell è nato a Larne, in Irlanda del Nord, il 2 ottobre 1941, in una famiglia con sei figli.

### Formazione e ministero sacerdotale
Ha studiato presso la Campion House a Osterley, un quartiere di Londra dal 1960 al 1962 anno in cui è entrato nell'Ordine di Sant'Agostino. Ha proseguito poi gli studi prima all'University College Dublin e dopo al King's College London. Ha emesso la professione solenne il 17 settembre 1966 ed è stato ordinato presbitero il 16 settembre 1971 dal vescovo Thomas Bernard Pearson. Dal 1968 al 1972 ha frequentato la Pontificia Università Gregoriana a Roma ottenendo la licenza in teologia.
Dopo l'ordinazione sacerdotale è stato nominato professore e cappellano alla Christ the King School a Southport, nonché curato parrocchiale della parrocchia di  St John Stone's dal 1972 al 1975. Dal 1975 al 1985 è stato parroco della parrocchia di St Monica's a Hoxton, priore della comunità e nominato professore e cappellano per la Bishop Challoner Girls' School a  Shadwell, sempre a Londra. Durante questo periodo ha conseguito il master in studi biblici al King's College. Dal 1985 al 1989 ha prestato servizio a Jos, in Nigeria, tenendo lezione presso il St Augustine's Major Seminary. Tornato in Inghilterra, ha svolto il suo ministero nella diocesi di Lancaster, insegnando all'Austin Friars School a Carlisle e ricoprendo l'incarico di vicario episcopale per i religiosi dal 1990 al 1999. È stato infine parroco della parrocchia di St Augustine's nel quartiere londinese di Hammersmith.

### Ministero episcopale
Il 12 febbraio 2008 papa Benedetto XVI lo ha nominato vescovo coadiutore di Lancaster. Ha ricevuto l'ordinazione episcopale il 31 marzo seguente per imposizione delle mani del vescovo Patrick O'Donoghue. È succeduto al governo della diocesi il 1º maggio 2009.
Durante il suo ministero si è impegnato nella rivitalizzazione della spiritualità dei fedeli. Tra le sue iniziative a tal proposito, c'è stata una nuova regolamentazione per il Cammino neocatecumenale e l'invito a stabilirsi nel territorio diocesano delle Suore adoratrici del Cuore regale di Gesù Cristo Sommo Sacerdotet per ispirare le nuove vocazioni femminili.
Ha retto la diocesi per quasi 9 anni, ritirandosi per raggiunti limiti d'età il 12 febbraio 2018.

## Genealogia episcopale e successione apostolica
La genealogia episcopale è:
- Cardinale Scipione Rebiba
- Cardinale Giulio Antonio Santori
- Cardinale Girolamo Bernerio, O.P.
- Arcivescovo Galeazzo Sanvitale
- Cardinale Ludovico Ludovisi
- Cardinale Luigi Caetani
- Cardinale Ulderico Carpegna
- Cardinale Paluzzo Paluzzi Altieri degli Albertoni
- Papa Benedetto XIII
- Papa Benedetto XIV
- Papa Clemente XIII
- Cardinale Marcantonio Colonna
- Cardinale Giacinto Sigismondo Gerdil, B.
- Cardinale Giulio Maria della Somaglia
- Cardinale Carlo Odescalchi, S.I.
- Cardinale Costantino Patrizi Naro
- Cardinale Serafino Vannutelli
- Cardinale Domenico Serafini, Cong. Subl. O.S.B.
- Cardinale Pietro Fumasoni Biondi
- Arcivescovo Filippo Bernardini
- Vescovo Franziskus von Streng
- Arcivescovo Bruno Bernard Heim
- Cardinale Basil Hume, O.S.B.
- Vescovo Patrick O'Donoghue
- Vescovo Michael Gregory Campbell, O.S.A.

La successione apostolica è:
- Vescovo Paul Swarbrick (2018)